# El zoo de cristal
El zoo de cristal (en inglés: The Glass Menagerie) es una de las obras maestras de Tennessee Williams. De contenido semiautobiográfico, el argumento gira en torno al abismo existente entre el mundo que se quiere ver y la realidad a través del retrato de una familia del sur de los Estados Unidos en 1930 capitaneada por los deseos de la madre.
Estrenada con gran éxito en 1944 en Chicago y luego en Nueva York en 1945 y llevada al cine en 1950 y 1987.

## Personajes
- Amanda Wingfield, dominante madre sureña que fue abandonada por su marido trata de imponer sus mandatos a sus dos hijos adultos.
- Laura Wingfield, su hija con una discapacidad física, introvertida y tímida, colecciona animalitos de cristal frágiles como ella.
- Tom Wingfield, su hijo, contador de profesión y frustrado escritor, es el narrador de la historia.
- Jim O'Connor, compañero de trabajo de Tom y antiguo compañero de escuela de Laura, es visto como el pretendiente soñado por Amanda para su hija.

## Representaciones en inglés
Fue estrenada en Broadway el 31 de marzo de 1945 por Laurette Taylor, Julie Haydon, Eddie Dowling y Anthony Ross en el Playhouse Theater, manteniéndose en cartel por 563 funciones.
En Broadway se ha repuesto en varias ocasiones:
- En 1965 por Maureen Stapleton, Piper Laurie, George Gizzard y Pat Hingle.[4]
- En 1975 de nuevo por Stapleton, esta vez acompañada por Pamela Payton-Wright, Paul Rudd y Rip Torn,
- En 1983 por Jessica Tandy, Amanda Plummer, Bruce Davison y John Heard.
- En 1994 por Julie Harris, Calista Flockhart, Željko Ivanek y Kevin Kilner.
- En 2005 por Jessica Lange, Sarah Paulson, Josh Lucas y Christian Slater.
- En 2013 por Celia Keenan-Bolger, Cherry Jones, Zachary Quinto y Brian J. Smith.[5]

- En 2017 por Sally Field, Joe Mantello, Finn Wittrock y Madison Ferris.

En el Reino Unido, debe mencionarse la representación de 1948 en el Theatre Royal Haymarket de Londres, dirigida por John Gielgud e interpretada por Helen Hayes como Amanda, Frances Heflin, Phil Brown y Hugh McDermott.

## Representaciones en español
- En Argentina en 1947 con Margarita Xirgu y Esteban Serrador. En 1957 en el Teatro Ateneo de Buenos Aires dirigida por David Stivel con Olga Berg, Norma Aleandro, Luis Medina Castro y Juan Carlos Galván. En 1976 con Elsa Berenguer, Luisina Brando, Oscar Martínez y Víctor Laplace. En 1992 con Inda Ledesma e Ingrid Pelicori, y en 2002 dirigida por Alicia Zanca con Laura Novoa y Claudia Lapacó.
- En España en 1950 en el Teatro de Cámara de Barcelona, con Carmen Vázquez Vigo, María Luisa Romero, Ricardo Lucía y Alfredo Muñiz. En 1956 con Pepita Serrador, Francisco Piquer, Narciso Ibáñez Serrador y María Dolores Gispert. En 1961, con Berta Riaza, Montserrat Blanch, Ricardo Lucia y Miguel Palenzuela. En 1978, con dirección de José Luis Alonso, escenografía de Emilio Burgos e interpretación de Carmen Vázquez Vigo, Francisco Algora, Verónica Forqué y Pep Munné. En 1994 con Amparo Soler Leal, Álex Casanovas, Maruchi León y Francisco Orella, dirigidos por Mario Gas. En 2005, con Luis Tosar, Cristina Rota, María Botto y Juan Carlos Vellido. En 2014 se representó con Silvia Marsó como Amanda, Carlos García Cortazar como Jim, Alejando Arestegui como Tomas y Pilar Gil como Laura. Con adaptación de Eduardo Galán y dirección de Francisco Vidal. Producida por el Teatro Español y Secuencia 3 entre otros.

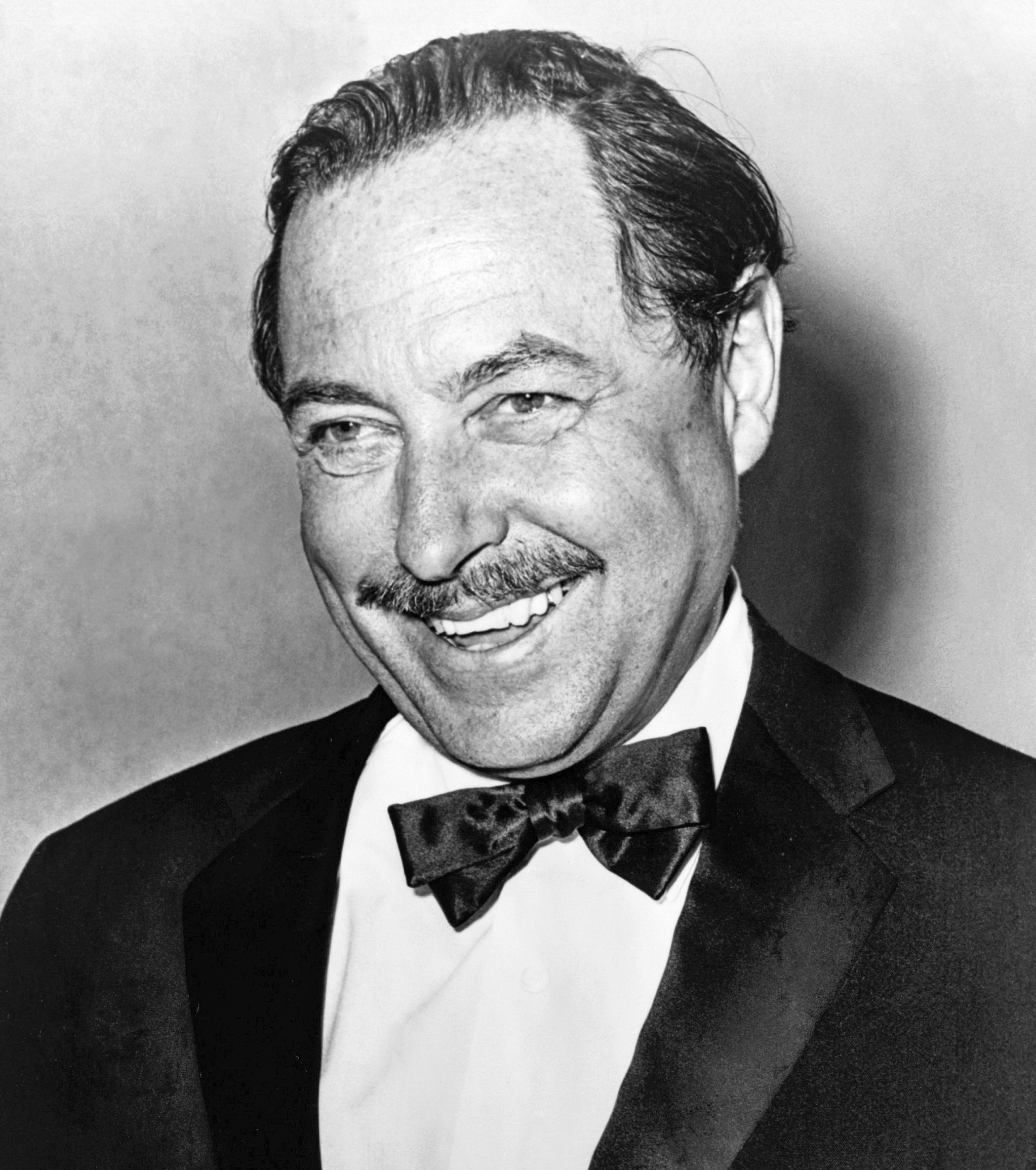
Tennessee Williams.

- En México se estrenó en 1953 con el nombre de Cristal en tu recuerdo, con las actuaciones de Carlota Solares (Amanda), Dagoberto de Cervantes (Tom), Alicia Rodríguez (Laura) y Sergio de Bustamante (Jim), dirigió Dagoberto de Cervantes en la Sala Molière. Se monta por segunda vez en 1957 como "Mundo de cristal" con Margarita Xirgu (Amanda) y Maricruz Olivier (Laura), dirigida por Margarita Xirgu. Se monta por tercera ocasión en 1969 en el Teatro del Seguro Social de Monterrey, con el título de "El zoológico de cristal" con las actuaciones de Carmen Montejo (Amanda), Héctor Gómez (Tom), María Montejo (Laura) y Gonzalo Vega (Jim), dirigidos por Héctor Gómez. Se monta por cuarta ocasión en el 2013 en el Teatro Universum de la UNAM: Irán Gómez (Tom), Carla Carrillo (Amanda), Abril Gómez (Laura) y Andrés Ortíz (Jim); Dirigida por Isaías Gómez-May y Producida por Ana Sabina.
- En El Salvador en 1960 se representa en vísperas del episodio más sangriento de su historia.
- En Cuba en 1990 se estrena en el Teatro Nacional de Cuba, dirigida por Carlos Díaz dentro de una trilogía de teatro norteamericano.
- En Colombia en 2006 la compañía Teatro Libre de Bogotá después de 20 años vuelve a llevarla a las tablas bajo la dirección de Alejandra Guarín y la actuación de Sonia Estrada, Julián Molano, Dennis Aguirre y Alejandro Buitrago.

## Representaciones en otros idiomas
- En lengua italiana se estrenó en 1946, con el título de Lo zoo di vetro, dirigida por Luchino Visconti y protagonizada por Rina Morelli y Giorgio De Lullo. Vittorio Cottafavi dirigió la versión de 1968, que contó en el elenco con Sarah Ferrati, Anna Maria Guarnieri y Paolo Graziosi. Volvió a montarse en 2006, bajo dirección de Andrea Liberovici e interpretación de Claudia Cardinale e Ivan Castiglione.
- En Francia se tituló La Ménagerie de verre y se estrenó en el Théâtre du Vieux-Colombier (París) el 18 de abril de 1947, con interpretación de Hélène Vita y Daniel Ivernel dirigidosm por Claude Maritz. En Bélgica se estrenó un año más tarde en el teatro Le Rideau de Bruxelles (Ixelles), dirigido por Raymond Gérôme, interpretado por Georgette Maxane, Simone Barry y el propio Gérôme. Posteriormente fue llevada a escena en 1961 por Antoine Bourseiller con interpretación de Nicole Berger, Jean-Louis Trintignant y Antoine Bourseiller en el Théâtre des Célestins de Lyon.
- Karolos Koun dirigió la primera versión en Grecia, que data de 1946 y que contó con la música de Mános Hatzidákis.
- Estrenada en lengua alemana el 17 de noviembre de 1946, bajo el título de Die Glasmenagerie en el Teatro de Basilea.
- El título en lengua sueca es Glasmenageriet y se estrenó en 1946 en el Teaterkritikerprisen, protagonizado por Ada Kramm y Mimi Pollak.
- En portugués (À Margem da Vida) se representó por primera vez en el Teatro Municipal de São Paulo en 1947, con un elenco integrado por Abílio Pereira de Almeida (Tom), Caio Cayubi (Jim), Marina Freire (Amanda) y Nydia Licia (Laura).

## Adaptaciones al cine

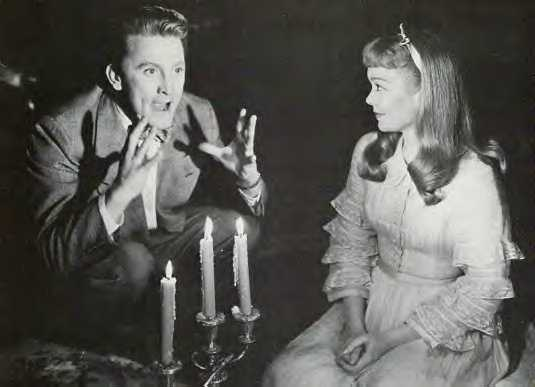
Kirk Douglas y Jane Wyman, en la versión cinematográfica.

- Hay una primera versión cinematográfica de 1950 dirigida por Irving Rapper y protagonizada por Gertrude Lawrence, Jane Wyman y Kirk Douglas.
- En 1987 Paul Newman dirige una nueva versión protagonizada por Joanne Woodward, John Malkovich, Karen Allen y James Naughton.

## Adaptaciones a televisión
Existen dos adaptaciones para televisión. La primera de 1966, dirigida por Michael Elliott, con Shirley Booth, Hal Holbrook, Barbara Loden y Pat Hingle. La segunda por Anthony Harvey de 1973, con Katharine Hepburn, Sam Waterston, Johanna Miles y Michael Moriarty.

### Menciones en la televisión
- En el episodio 5 de la primera temporada de la serie Yo nunca (2020), de Lang Fisher y Mindy Kaling, transmitida en Netflix, Eleanor hace audición frente a su profesor de teatro con uno de los personajes de esta obra.[6]